# Gräßle-Gesellschaft

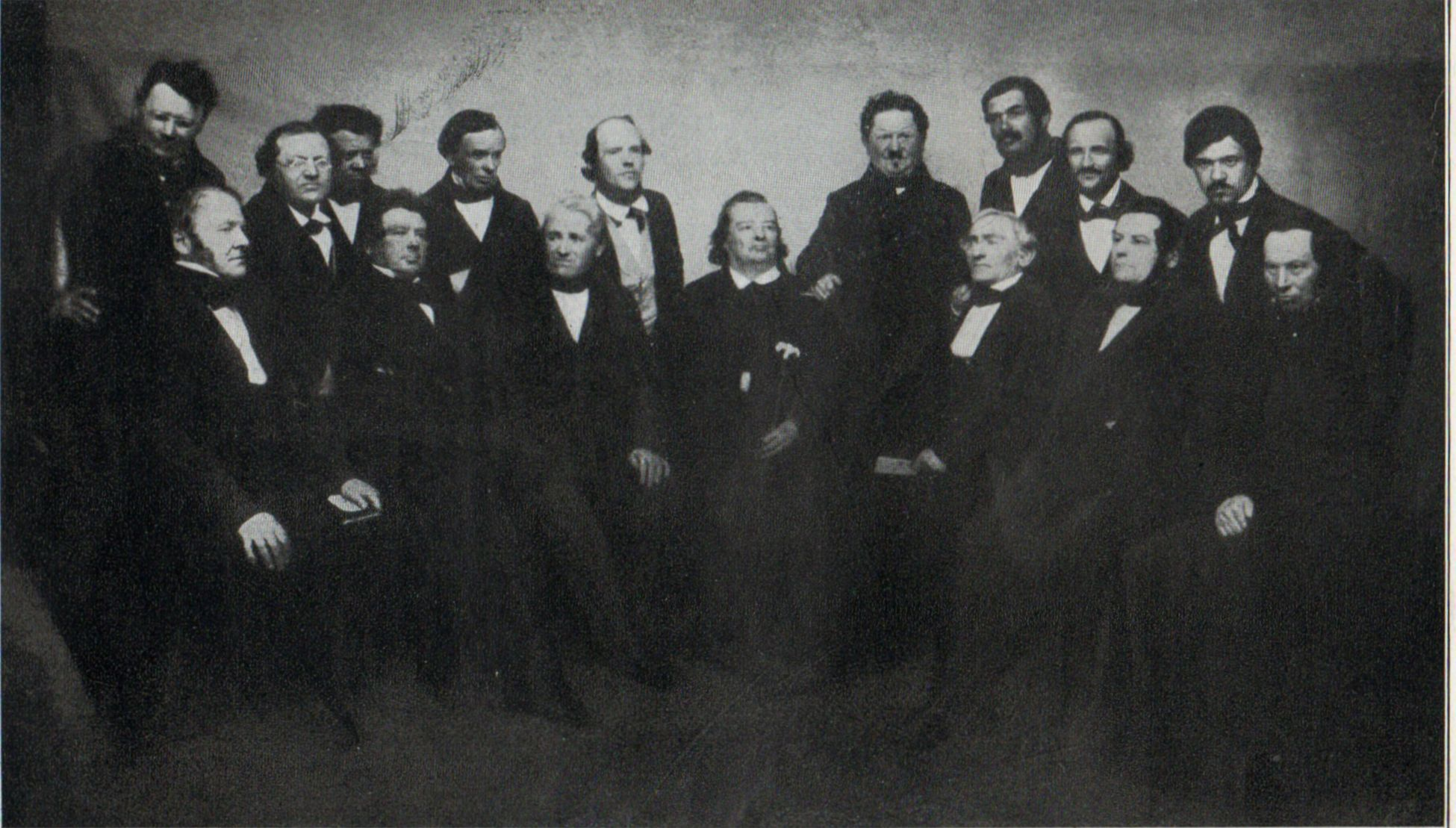
Gruppenbild der Gräßle-Gesellschaft von 1855. Obere Reihe: Dr. Adolf Schliz, Rechtskonsulent August Strauß, David Gräßle, Staatsrat Adolf von Goppelt, Dr. Jul. Rieckher, Dr. Philipp Sicherer, Bauinspektor Albert Barth, Oberamtsarzt Dr. Gottlob Höring, Präzeptor Dr. Coloman Pfaff. Untere Reihe: Oberamtspfleger Heinrich Titot, Rechtskonsulent Heinrich Feyerabend, Oberamtsrichter Freiherr Karl von Gemmingen, Dr. Justinus Kerner, Carl Künzel, Oberamtmann Ferdinand Bürger, Professor Dr. Eberhard Finckh.

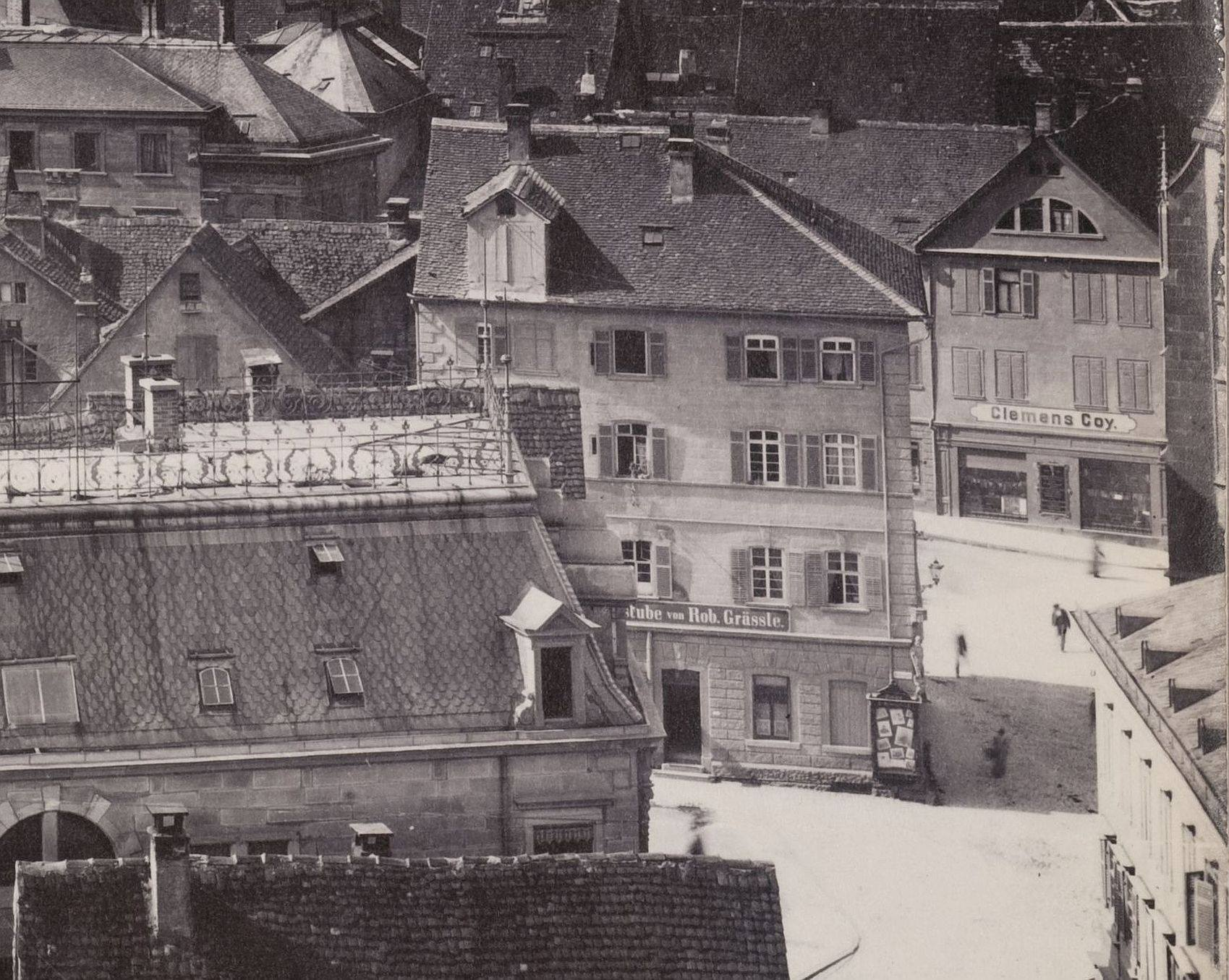
Das Stammlokal der Gräßle-Gesellschaft war die Gastwirtschaft des Bäckers Gräßle bei der Kilianskirche in Heilbronn (Bild um 1895/96). Die Stadt erwarb das Gebäude 1897 auf Abriss.

Die Gräßle-Gesellschaft (auch Grässle-Gesellschaft und Gräßles-Gesellschaft) ist ein Akademiker- und Honoratiorenzirkel in Heilbronn. Die nach dem Bäcker und Gastwirt David Gräßle (1801–1858) benannte Gesellschaft ging 1845 aus dem Freundeskreis des Arztes Philipp Sicherer (1803–1861) hervor, dem Geistesgrößen wie der Philosoph David Friedrich Strauß und der Arzt und Dichter Justinus Kerner angehörten. Die bis heute bestehende Gruppierung, die sich latinisierend auch Herbulanum nennt, wurde bereits anlässlich ihres 140sten Jubiläums 1985 und auch noch später als „ältester Stammtisch Deutschlands“ bezeichnet, wenngleich die Osnabrücker Klausenbrüder auf eine Tradition seit 1819 zurückblicken können.

## Geschichte
Die Gräßle-Gesellschaft formierte sich 1845 aufgrund eines „unflätigen Witzes“, den sich der Lederhändler Rudolf Rauch (1792–1852) bei der Scheidung des Spitalarztes Philipp Sicherer (1803–1861) erlaubt hatte. Die versammelten Heilbronner Akademiker, überwiegend aus den Geburtsjahrgängen 1795 bis 1805, die sich untereinander ohnehin längst kannten und auch gemeinsame Herrenabende verbrachten, suchten darauf einen Weg, Rauch aus ihrer Gemeinschaft auszustoßen, ohne auf die gemeinsamen Runden im Lokal des wohlhabenden Bäckers und Gastwirts David Gräßle verzichten zu müssen. So entschloss man sich zur Gründung einer elitären „Gesellschaft“, die sich nach dem Gastwirt Gräßle benannt, der nicht nur seine Räumlichkeiten zur Verfügung stellte, sondern möglicherweise auch selbst reguläres Mitglied der Gesellschaft war. Die Gesellschaft traf sich zweimal wöchentlich, der Kreis um Sicherer umfasste in der Mitte des 19. Jahrhunderts die Oberamts-Ärzte Johann Friedrich Seyffer und Gottlob Höring, den Kaufmann Adolf Goppelt, den Rechtskonsulenten Heinrich Feyerabend, den Schultheißen Heinrich Titot, den Gymnasialprofessor Christoph Eberhard Finckh sowie die Kameralbeamten Ludwig Schmoller, Ludwig Raaser und Carl Fenninger nebst dem Oberamtsrichter Karl von Gemmingen. Außerdem belebten weitere Freunde Sicherers wie der Philosoph David Friedrich Strauß und der Weinsberger Arzt und Dichter Justinus Kerner als regelmäßige Gäste die Runde. Aufgrund des elitären Dünkels und der Enge des Versammlungslokals war man bemüht, die Gesellschaft im sehr kleinen Rahmen von etwa einem guten Dutzend Personen zu halten und jeweils nur wenige würdige Neumitglieder wie in den 1850er Jahren den Arzt Adolf Schliz aufzunehmen. Nicht-Akademiker fanden zunächst nur sehr vereinzelt Aufnahme, allen voran Carl Künzel, Prokurist der Papierfabrik Rauch, der der Gesellschaft wahrscheinlich aufgrund seiner großen Autographensammlung würdig genug erschien. Ebenso nahm man anfangs nur evangelische Mitglieder auf, das erste katholische Mitglied war der Oberpostmeister Xaver Oberst. Zu den Mitgliedern späterer Jahre, die sich weiterhin aus Heilbronner Honoratioren zusammensetzten, zählten der Jurist Karl von Köstlin, ab 1906 der Chirurg Gustav Mandry und ab 1907 der Historiker Moriz von Rauch.
Die Gemeinsamkeit der Mitglieder der Gesellschaft scheint im 19. Jahrhundert hauptsächlich in der gemeinsam zelebrierten Geselligkeit gelegen zu haben, da die einzelnen Mitglieder durchaus stark unterschiedliche politische und weltanschauliche Meinungen hatten und lediglich den Abscheu gegen den württembergischen Pietismus und die Freimaurerei teilten. In den Gründungsjahren widmete sich die Gesellschaft auf Anregung Sicherers außerdem der scherzhaften Huldigung des württembergischen Herzogs Carl Eugen, dem man ein jährliches Karlsfest anlässlich von Ausflügen ins Rößle nach Schwabbach widmete. Als Pfalzgraf wurde Sicherer zum Vorsitzenden der Gesellschaft ernannt.
Die Gräßle-Gesellschaft besteht bis in die Gegenwart fort, ihre Bedeutung reicht jedoch lange nicht mehr an die Jahre ihrer Gründung heran. 2013 unterstützte die Gesellschaft die Restauration eines denkmalgeschützten Weinberghauses in Heilbronn.